# Ernst Newman
Ernst Conrad Newman, född 11 december 1889 i  Vittsjö församling, Kristianstads län, död 13 juni 1949 i Lund var en svensk präst och teolog.
Newman blev docent i kyrkohistoria vid Lunds universitet 1925, teologie doktor 1926 och professor i kyrkohistoria vid Åbo Akademi 1930–1940. Från 1941 var han domprost i Lund.
Newman ägnade sig särskilt åt utforskandet av de religiösa väckelserna i Sverige och utgav bland annat Nordskånska väckelserörelser under 1800-talet (1925), Den Waldenströmska försoningsläran i historisk belysning (1932) och Svensk högkyrklighet, lågkyrklighet och frikyrklighet (1932)